# Annunzio Paolo Mantovani
Annunzio Paolo Mantovani (Venecia, Italia, 15 de noviembre de 1905-Kent, Inglaterra, 29 de marzo de 1980) fue un compositor y director de música ligera británico.
De origen italiano, triunfó en el mundo musical londinense gracias a sus actuaciones en el Queen's Hall y el Wigmore Hall, así como ejerciendo de director en la orquesta del Metropole Hotel.
A finales de la década de los treinta creó su propia orquesta y se hizo famoso por su estilo orquestal, de «cuerdas en cascada» que posteriormente le valdría ser el número uno en las carteleras de discos exitosos, siendo el primer director de orquesta cuyas ventas llegaron a sobrepasar el millón de discos estereofónicos.

## Biografía
Mantovani nació en Venecia, Italia. Su padre, Bismarck, era el concertino en la orquesta de La Scala en Milán, bajo la dirección de Arturo Toscanini. La familia se mudó a Inglaterra en 1912, donde el joven Annunzio estudió en el Trinity College of Music en Londres. Después de su graduación,  formó su propia orquesta, la cual realizó su actividad en los alrededores de Birmingham. Se casó con Winifred Moss en 1934, y tuvieron dos niños, Kenneth (nacido el 12 de julio de 1935) y Paula Irene (nacida el 11 de abril de 1939). Cuando estalló la Segunda Guerra Mundial su orquesta era una de las bandas de baile más populares en el Reino Unido, tanto en emisiones radiofónicas en la BBC como en funciones en vivo.
Mantovani trabajó también como director musical para numerosas producciones teatrales. Entre ellas Pacific 1860 (1946) de Noel Coward. Después del final de la guerra, se concentró en grabar y dejó las funciones en vivo. Trabajó con el compositor y arreglista Ronnie Binge, quién desarrolló el estilo «cuerdas en cascada» (también conocido como «sonido Mantovani»). La técnica, inspirada en el eco de las catedrales, se volvió característica de la música de Mantovani. Joseph Lanza describió los arreglos de cuerda de Mantovani como los más «ricos y melifluos» del estilo emergente de música ligera durante el principio de los años 1950. Su estilo sobrevivió a través de estilos musicales cambiantes y la revista Variety lo calificó como «el fenómeno musical más grande del vigésimo siglo». Se convirtió además en la primera persona en vender un millón de obras estereofónicas. En 1952, Binge dejó de trabajar con Mantovani, pero el sonido distintivo de la orquesta quedó.
Mantovani grabó para Decca hasta los mediados de los años 1950, y luego pasó a London Records, división de Decca. Grabó un total de cincuenta álbumes en esa empresa discográfica, muchos del cuales llegaron al Top 40. En los Estados Unidos, entre 1955 y 1972, realizó más de 40 álbumes con 27 logrando alcanzar el Top 40, y 11 el Top 10. Su éxito más grande vino con el álbum Film Encores, el cual logró alcanzar el primer puesto en 1957.
Mantovani protagonizó su propia serie televisiva, Mantovani, la cual contó con 39 episodios y fue producida en Inglaterra y emitida en los Estados Unidos en 1959. Mantovani hizo sus últimas grabaciones a mediados de los años 1970.
Murió el 29 de marzo de 1980 en un geriátrico en Real Tunbridge Wells, Kent. Su funeral tuvo lugar en el Kent and Sussex Crematorium and Cemetery el 8 de abril de 1980.

## Discografía

### Música popular
- A Mantovani Program, London ffrr LPB-127, 1949
- Musical Moments, London ffrr LPB-218, 1950
- Waltzing with Mantovani, London ffrr LPB-381, 1951
- Plays The Music of Romberg, London ffrr LL 1031, 1954
- Song Hits from Theatreland, London 125, 1955
- Plays The Immortal Classics, London LL 877, 1956
- Music from the Films, London 112
- Waltz Encores, London 119
- Film Encores, London 124, 1957
- Gems Forever, London 106, 1958
- Continental Encores, London 147, 1959.
- Film Encores, Vol. 2, London 164, 1959
- The Music of Victor Herbert and Sigmund Romberg, London 165, 1960
- The Music of Irving Berlin and Rudolf Friml, London 166, 1956
- The Breeze, London, Abbey road, 1961
- The American Scene, London 182
- Songs to Remember, London 193, 1960
- Great Theme Music (Music from "Exodus"), London 224, 1961
- Theme from "Carnival", London 3250, 1961
- Themes from Broadway, London 242
- American Waltzes, London 248
- Moon River, London 249, 1962
- Selections from "Stop the World – I Want to Get Off" and "Oliver", London 270
- Latin Rendezvous, London 295
- Manhattan, London 328, 1963
- Folk Songs Around the World, London 360
- The Incomparable Mantovani, London 392
- The Mantovani Sound, London 419, 1965
- Mantovani Olé, London 422
- Mantovani Magic, London 448, 1966
- Mantovani's golden hits, Decca 1967 SKL 4818
- Mr. Music, London 474, 1966
- Mantovani/Hollywood, London 516
- The Mantovani Touch, London 526, 1968
- Mantovani/Tango, London 532
- Mantovani ... Memories, London 542
- The Mantovani Scene, London 548, 1969
- The World of Mantovani, London 565, 1969
- Mantovani Today, London 572, 1970
- From Monty with Love, London 585–586, 1971
- Annunzio Paolo Mantovani, London XPS 610, 1972
- An Evening with Mantovani, London 902, 1973
- The Greatest Gift Is Love, London 913, 1975
- Mantovani's Hit Parade , London 1966

### Música clásica ligera
- Strauss Waltzes, London LL 685, 1953
- Strauss Waltzes, London 118 1958
- Concert Encores, London 133
- Operetta Memories, London 202
- Italia Mia, London 232, 1961
- Classical Encores, London 269
- The World's Great Love Songs, London 280
- Mantovani in Concert, London 578

### Música religiosa y de Navidad
- Christmas Carols, London LL913, 1954
- Songs of Praise, London 245
- Christmas Greetings, London 338
- Christmas Carols, London PS142
- Merry Christmas to All of You, Decca 66445009 (1963)